# 2001-es Indy Racing League szezon
A 2001-es Indy Racing League szezon volt az IndyCar Series (akkori nevén Indy Racing League vagy csak egyszerűen IRL) hatodik szezonja, a mindenkori amerikai formaautó-versenyzésben pedig ez volt a nyolcvankilencedik idény.
A szezon az előző évhez képest öttel több, tizenhárom versenyből állt, melyek mindegyikét oválpályán rendezték. A bajnoki címet az amerikai Sam Hornish, Jr. szerezte meg, aki három győzelmet aratott. Hiába végzett négyszer is az élen Buddy Lazier, kevésbé kiegyensúlyozott teljesítménye miatt csak második lett. Az Indy 500-on a brazil Hélio Castroneves diadalmaskodott, pályafutása során először.
Ebben az évben már több nagynevű csapat is „átigazolt” a CART-ból az IRL-be. Ilyen volt például a Chip Ganassi Racing, a Team Penske vagy a Team Kool Green. A korábbi CART-csapatok megjelenése pedig értelemszerűen több ismert versenyző megjelenésével is járt.

## Versenynaptár
| #  | Időpont       | Verseny                        | Pálya                            | Helyszín    | Pole-pozíció     | Leggyorsabb kör  | Legtöbb kör az élen | Győztes           |
| -- | ------------- | ------------------------------ | -------------------------------- | ----------- | ---------------- | ---------------- | ------------------- | ----------------- |
| 1  | Március 18.   | Pennzoil Copper World Indy 200 | Phoenix International Raceway    | Phoenix     | Greg Ray         | Billy Boat       | Sam Hornish, Jr.    | Sam Hornish, Jr.  |
| 2  | Április 8.    | Infiniti Grand Prix of Miami   | Homestead-Miami Speedway         | Homestead   | Jeff Ward        | Sam Hornish, Jr. | Sam Hornish, Jr.    | Sam Hornish, Jr.  |
| 3  | Április 29.   | zMax 500                       | Atlanta Motor Speedway           | Hampton     | Greg Ray         | Greg Ray         | Greg Ray            | Greg Ray          |
| 4  | Május 27.     | 85th Indianapolis 500          | Indianapolis Motor Speedway      | Speedway    | Scott Sharp      | Sam Hornish, Jr. | Hélio Castroneves   | Hélio Castroneves |
| 5  | Június 9.     | Casino Magic 500               | Texas Motor Speedway             | Fort Worth  | Mark Dismore     | Eddie Cheever    | Greg Ray            | Scott Sharp       |
| 6  | Június 17.    | Radisson Indy 200              | Pikes Peak International Raceway | Fountain    | Greg Ray         | Billy Boat       | Sam Hornish, Jr.    | Buddy Lazier      |
| 7  | Június 30.    | SunTrust Indy Challenge        | Richmond International Raceway   | Richmond    | Jaques Lazier    | Buddy Lazier     | Buddy Lazier        | Buddy Lazier      |
| 8  | Július 8.     | Ameristar Casino Indy 200      | Kansas Speedway                  | Kansas City | Scott Sharp      | Mark Dismore     | Eddie Cheever       | Eddie Cheever     |
| 9  | Július 21.    | Harrah's 200                   | Nashville Superspeedway          | Lebanon     | Greg Ray         | Buddy Lazier     | Sam Hornish, Jr.    | Buddy Lazier      |
| 10 | Augusztus 12. | Belterra Resort Indy 300       | Kentucky Speedway                | Sparta      | Scott Sharp      | Mark Dismore     | Scott Sharp         | Buddy Lazier      |
| 11 | Augusztus 26. | Gateway Indy 250               | Gateway International Raceway    | Madison     | Sam Hornish, Jr. | Robbie Buhl      | Sam Hornish, Jr.    | Al Unser, Jr.     |
| 12 | Szeptember 2. | Delphi Indy 200                | Chicagoland Speedway             | Joliet      | Jaques Lazier    | Robbie Buhl      | Jaques Lazier       | Jaques Lazier     |
| 13 | Október 6.    | Chevy 500                      | Texas Motor Speedway             | Fort Worth  | Sam Hornish, Jr. | Felipe Giaffone  | Sam Hornish, Jr.    | Sam Hornish, Jr.  |

## Eredmények

### Pennzoil Copper World Indy 200
A versenyt március 18-án rendezték a Phoenix International Racewayen. Greg Ray indulhatott a pole-pozícióból.
Az első tíz helyezett:
1. 4- Sam Hornish, Jr.
2. 14- Eliseo Salazar
3. 91- Buddy Lazier
4. 8- Scott Sharp
5. 98- Billy Boat
6. 21- Felipe Giaffone
7. 35- Jeff Ward
8. 10- Robby McGehee
9. 12- Buzz Calkins
10. 88- Airton Daré

### Infiniti Grand Prix of Miami
A versenyt április 8-án rendezték a Homestead-Miami Speedwayen. Jeff Ward nyerte a kvalifikációt.
Az első tíz helyezett:
1. 4- Sam Hornish, Jr.
2. 15- Sarah Fisher
3. 14- Eliseo Salazar
4. 21- Felipe Giaffone
5. 35- Jeff Ward
6. 3- Al Unser, Jr.
7. 28- Mark Dismore
8. 8- Scott Sharp
9. 51- Eddie Cheever
10. 32- Didier André

### zMax 500
A versenyt április 28-án rendezték a Atlanta Motor Speedway. Greg Ray indulhatott az élről.
Az első tíz helyezett:
1. 2- Greg Ray
2. 8- Scott Sharp
3. 12- Buzz Calkins
4. 4- Sam Hornish, Jr.
5. 14- Eliseo Salazar
6. 91- Buddy Lazier
7. 35- Jeff Ward
8. 55- Shigeaki Hattori
9. 88- Airton Daré
10. 21- Felipe Giaffone

### 85th Indianapolis 500
A futamra május 27-én, az Indianapolis Motor Speedwayen került sor. Scott Sharp kezdte a versenyt az első helyről.
Az első tíz helyezett:
1. 68- Hélio Castroneves
2. 66- Gil de Ferran
3. 39- Michael Andretti
4. 44- Jimmy Vasser
5. 50- Bruno Junqueira
6. 33- Tony Stewart
7. 14- Eliseo Salazar
8. 88- Airton Daré
9. 98- Billy Boat
10. 21- Felipe Giaffone

### Casino Magic 500
A versenyre június 9-én, a Texas Motor Speedwayen került sor. Mark Dismore nyerte az időmérőt. A versenyt beárnyékolta Davey Hamilton súlyos balesete. Miután egy vetélytársának elfüstölt a motorja, ő ráfutott a pályára került olajra, majd lábszárán és lábfején is megsérült. Hamilton ezután már sosem versenyzett teljes szezonban.
Az első tíz helyezett:
1. 8- Scott Sharp
2. 21- Felipe Giaffone
3. 4- Sam Hornish, Jr.
4. 91- Buddy Lazier
5. 98- Billy Boat
6. 11- Donnie Beechler
7. 14- Eliseo Salazar
8. 3- Al Unser, Jr.
9. 77- Jaques Lazier
10. 55- Hattori Sigeaki

### Radisson Indy 200
A futamra június 17-én került sor a Pikes Peak International Racewayen. Greg Ray indult az élről.
Az első tíz helyezett:
1. 91- Buddy Lazier
2. 4- Sam Hornish, Jr.
3. 24- Robbie Buhl
4. 98- Billy Boat
5. 88- Airton Daré
6. 51- Eddie Cheever
7. 21- Felipe Giaffone
8. 8- Scott Sharp
9. 99- Richie Hearn
10. 15- Sarah Fisher

### SunTrust Indy Challenge
A nagydíjat június 30-án rendezték a Richmond International Racewayen. Jaques Lazier nyerte a kvalifikációt.
Az első tíz helyezett:
1. 91- Buddy Lazier
2. 4- Sam Hornish, Jr.
3. 3- Al Unser, Jr.
4. 32- Didier Andre
5. 8- Scott Sharp
6. 28- Mark Dismore
7. 11- Donnie Beechler
8. 35- Jeff Ward
9. 24- Robbie Buhl
10. 12- Buzz Calkins

### Ameristar Casino Indy 200
A verseny július 8-án zajlott a Kansas Speedwayen. Scott Sharp indult az élről.
Az első tíz helyezett:
1. 51- Eddie Cheever
2. 4- Sam Hornish, Jr.
3. 11- Donnie Beechler
4. 21- Felipe Giaffone
5. 91- Buddy Lazier
6. 88- Airton Daré
7. 14- Eliseo Salazar
8. 55- Hattori Sigeaki
9. 98- Billy Boat
10. 10- Robby McGehee

### Harrah's 200
A Harrah's 200-at július 21-én rendezték a Nashville Superspeedwayen. Greg Ray-é volt az első rajthely.
Az első tíz helyezett:
1. 91- Buddy Lazier
2. 98- Billy Boat
3. 99- Jaques Lazier
4. 10- Robby McGehee
5. 8- Scott Sharp
6. 4- Sam Hornish, Jr.
7. 55- Hattori Sigeaki
8. 21- Felipe Giaffone
9. 12- Buzz Calkins
10. 11- Donnie Beechler

### Belterra Resort Indy 300
A Kentucky Speedwayen rendezett versenyre augusztus 12-én került sor. Scott Sharp indult az élről.
Az első tíz helyezett:
1. 91- Buddy Lazier
2. 8- Scott Sharp
3. 4- Sam Hornish, Jr.
4. 3- Al Unser, Jr.
5. 11- Donnie Beechler
6. 98- Billy Boat
7. 55- Hattori Sigeaki
8. 21- Felipe Giaffone
9. 24- Robbie Buhl
10. 35- Jeff Ward

### Gateway Indy 250
Augusztus 26-án a Gateway International Racewayen rendezték a Gateway Indy 250-et. Sam Hornish, Jr. nyerte az időmérőt.
Az első tíz helyezett:
1. 3- Al Unser, Jr.
2. 28- Mark Dismore
3. 4- Sam Hornish, Jr.
4. 51- Eddie Cheever
5. 24- Robbie Buhl
6. 98- Billy Boat
7. 35- Jeff Ward
8. 8- Scott Sharp
9. 88- Airton Daré
10. 10- Robby McGehee

### Delphi Indy 300
Az utolsó előtti futamot szeptember 2-án rendezték a Chicagoland Speedwayen. Jaques Lazier indulhatott az első helyről.
Az első tíz helyezett
1. 2- Jaques Lazier
2. 4- Sam Hornish, Jr.
3. 51- Eddie Cheever
4. 35- Jeff Ward
5. 11- Donnie Beechler
6. 99- Richie Hearn
7. 34- Laurent Rédon
8. 3- Al Unser, Jr.
9. 12- Buzz Calkins
10. 21- Felipe Giaffone

### Chevy 500
A szezonzárót október 6-án futották Texasban. Sam Hornish, Jr. futotta a legjobb időt a kvalifikáción.
Az első tíz helyezett:
1. 4- Sam Hornish, Jr.
2. 8- Scott Sharp
3. 24- Robbie Buhl
4. 14- Eliseo Salazar
5. 5- Rick Treadway
6. 3- Al Unser, Jr.
7. 88- Airton Daré
8. 11- Greg Ray
9. 18- Jon Herb
10. 12- Buzz Calkins

## A bajnokság végeredménye
| Poz. | Versenyző              | PHX | HOM | ATL | INDY | TXS | PIK | RIR | KAN | NSH | KTY | GAT | CHI | TXS | Pont |
| ---- | ---------------------- | --- | --- | --- | ---- | --- | --- | --- | --- | --- | --- | --- | --- | --- | ---- |
| 1    | Sam Hornish, Jr.       | 1*  | 1*  | 4   | 14   | 3   | 2*  | 2   | 2   | 6*  | 3   | 3*  | 2   | 1*  | 503  |
| 2    | Buddy Lazier           | 3   | 20  | 6   | 18   | 4   | 1   | 1*  | 5   | 1   | 1   | 13  | 11  | 17  | 398  |
| 3    | Scott Sharp            | 4   | 8   | 2   | 33   | 1   | 8   | 5   | 17  | 5   | 2*  | 8   | 25  | 2   | 355  |
| 4    | Billy Boat             | 5   | 13  | 14  | 9    | 5   | 4   | 18  | 9   | 2   | 6   | 6   | 12  | 12  | 313  |
| 5    | Eliseo Salazar         | 2   | 3   | 5   | 7    | 7   | 14  | 12  | 7   | 11  | 15  | 17  | 18  | 4   | 308  |
| 6    | Felipe Giaffone        | 6   | 4   | 10  | 10   | 2   | 7   | 11  | 4   | 8   | 8   | 20  | 10  | 21  | 304  |
| 7    | Al Unser, Jr.          | 23  | 6   | 17  | 30   | 8   | 11  | 3   | 20  | 14  | 4   | 1   | 8   | 6   | 287  |
| 8    | Eddie Cheever          | 19  | 9   | 24  | 26   | 12  | 6   | 13  | 1*  | 15  | 21  | 4   | 3   | 18  | 261  |
| 9    | Buzz Calkins           | 9   | 16  | 3   | 12   | 15  | 15  | 10  | 13  | 9   | 16  | 22  | 9   | 10  | 242  |
| 10   | Airton Daré            | 10  | 23  | 9   | 8    | 19  | 5   | 15  | 6   | 17  | 20  | 9   | 19  | 7   | 239  |
| 11   | Jeff Ward              | 7   | 5   | 7   | 24   | 16  | 12  | 8   | Wth | 20  | 10  | 7   | 4   | 24  | 238  |
| 12   | Robbie Buhl            | 11  | 24  | 20  | 15   | 21  | 3   | 9   | 21  | 13  | 9   | 5   | 22  | 3   | 237  |
| 13   | Hattori Sigeaki        | 13  | 15  | 8   | DNQ  | 10  | DNS | 14  | 8   | 7   | 7   | 15  | 21  | 16  | 215  |
| 14   | Mark Dismore           | 25  | 7   | 26  | 16   | 20  | 13  | 6   | 11  | 16  | 22  | 2   | 17  | 23  | 205  |
| 15   | Donnie Beechler        |     |     |     | 25   | 6   | 16  | 7   | 3   | 10  | 5   | 14  | 5   |     | 204  |
| 16   | Robby McGehee          | 8   | 12  | 21  | 11   | 14  |     |     | 10  | 4   | 18  | 10  | 20  | 14  | 196  |
| 17   | Jaques Lazier          |     |     |     | 22   | 9   | 17  | 19  | 18  | 3   | 12  | 16  | 1*  | 20  | 195  |
| 18   | Greg Ray               | 22  | 21  | 1*  | 17   | 11* | 18  | DNS | 14  | 18  | 13  |     |     | 8   | 193  |
| 19   | Sarah Fisher           | 17  | 2   | 11  | 31   | 18  | 10  | 17  | 12  | 19  | 19  | 11  | 24  | 25  | 188  |
| 20   | Didier André           | 27  | 10  | 13  | DNQ  | 17  | 19  | 4   | 16  | 21  | 11  | 12  | 13  | 15  | 188  |
| 21   | Billy Roe              |     |     |     |      | 13  | 20  | 20  | 22  | 12  | 14  | 23  | 23  | 22  | 101  |
| 22   | Jeret Schroeder        | 26  | 14  | 19  | 20   | 23  |     | 16  | 15  |     |     |     |     |     | 77   |
| 23   | Jon Herb               |     | 25  | 16  | 27   | DNS |     |     | 19  |     |     |     | 15  | 9   | 70   |
| 24   | Hélio Castroneves      | 18  |     |     | 1*   |     |     |     |     |     |     |     |     |     | 64   |
| 25   | Rick Treadway          |     |     |     | 17   |     | 14  | 5   |     |     |     |     |     |     | 59   |
| 26   | Davey Hamilton         | 12  | 19  | 18  | 23   | 24  |     |     |     |     |     |     |     |     | 54   |
| 27   | Richie Hearn           |     |     |     | DNQ  |     | 9   |     |     |     |     |     | 6   |     | 50   |
| 28   | Gil de Ferran          | 24  |     |     | 2    |     |     |     |     |     |     |     |     |     | 46   |
| 29   | Laurent Rédon          |     |     |     |      |     |     |     |     |     |     |     | 7   | 11  | 45   |
| 30   | Brandon Erwin          | 14  | 17  | 27  | DNQ  | 22  |     |     |     |     |     |     |     |     | 40   |
| 31   | Casey Mears            | 20  | 11  | 23  | DNQ  |     |     |     |     |     |     |     |     |     | 36   |
| 32   | Stan Wattles           | 16  | 26  | 12  | DNQ  |     |     |     |     |     |     |     |     |     | 36   |
| 33   | Chris Menninga         |     |     |     |      |     |     |     |     |     |     | 19  | 16  | 19  | 36   |
| 34   | Michael Andretti       |     |     |     | 3    |     |     |     |     |     |     |     |     |     | 35   |
| 35   | Stéphane Grégoire      | 21  | 22  | 15  | 28   | DNQ |     |     |     |     |     |     |     |     | 34   |
| 36   | Jimmy Vasser           |     |     |     | 4    |     |     |     |     |     |     |     |     |     | 32   |
| 37   | Bruno Junqueira        |     |     |     | 5    |     |     |     |     |     |     |     |     |     | 30   |
| 38   | Anthony Lazzaro        |     |     |     |      |     |     |     |     |     |     | 18  |     | 13  | 29   |
| 39   | Tony Stewart           |     |     |     | 6    |     |     |     |     |     |     |     |     |     | 28   |
| 40   | Cory Witherill         |     |     | 22  | 19   |     |     |     |     |     |     |     |     |     | 19   |
| 41   | Arie Luyendyk          |     |     |     | 13   |     |     |     |     |     |     |     |     |     | 17   |
| 42   | Tyce Carlson           | 15  |     |     | DNQ  |     |     |     |     |     |     |     |     |     | 15   |
| 43   | John Hollansworth, Jr. |     | 18  |     |      |     |     |     |     |     |     |     |     |     | 12   |
| 44   | Alex Barron            |     |     |     |      |     |     |     |     |     |     | 21  |     |     | 9    |
| 45   | Robby Gordon           |     |     |     | 21   |     |     |     |     |     |     |     |     |     | 9    |
| 46   | Dr. Jack Miller        |     |     | 25  | DNQ  |     |     |     |     |     |     |     |     |     | 5    |
| 47   | Nicolas Minassian      |     |     |     | 29   |     |     |     |     |     |     |     |     |     | 1    |
| 48   | Scott Goodyear         |     |     |     | 32   |     |     |     |     |     |     |     |     |     | 1    |
| -    | Raul Boesel            |     |     |     | DNQ  |     |     |     |     |     |     |     |     |     | 0    |
| -    | Memo Gidley            |     |     |     | DNQ  |     |     |     |     |     |     |     |     |     | 0    |
| -    | Roberto Guerrero       |     |     |     | DNQ  |     |     |     |     |     |     |     |     |     | 0    |
| -    | Jim Guthrie            |     |     |     | DNQ  |     |     |     |     |     |     |     |     |     | 0    |
| -    | Jimmy Kite             |     |     |     | DNQ  |     |     |     |     |     |     |     |     |     | 0    |
| -    | Steve Knapp            |     |     |     | DNQ  |     |     |     |     |     |     |     |     |     | 0    |
| -    | John Paul, Jr.         |     |     |     | DNQ  |     |     |     |     |     |     |     |     |     | 0    |
| -    | Lyn St. James          |     |     |     | DNQ  |     |     |     |     |     |     |     |     |     | 0    |
| -    | Johnny Unser           |     |     |     | DNP  |     |     |     |     |     |     |     |     |     | 0    |
| -    | Johnny Herbert         |     |     |     |      |     |     |     |     |     |     |     |     | DNP | 0    |
| Poz. | Versenyző              | PHX | HOM | ATL | INDY | TXS | PIK | RIR | KAN | NSH | KTY | GAT | CHI | TXS | Pont |

Narancs színnel az újoncok láthatók, arany háttérrel szerepel az év legjobb újonca.
A pontozás a következőképpen alakult minden versenyen:
| Pozíció | 1  | 2  | 3  | 4  | 5  | 6  | 7  | 8  | 9  | 10 | 11 | 12 | 13 | 14 | 15 | 16 | 17 | 18 | 19 | 20 | 21 | 22 | 23 | 24 | 25 | 26 | 27 | 28 | 29 | 30 | 31 | 32 | 33 |
| ------- | -- | -- | -- | -- | -- | -- | -- | -- | -- | -- | -- | -- | -- | -- | -- | -- | -- | -- | -- | -- | -- | -- | -- | -- | -- | -- | -- | -- | -- | -- | -- | -- | -- |
| Pont    | 50 | 40 | 35 | 32 | 30 | 28 | 26 | 24 | 22 | 20 | 19 | 18 | 17 | 16 | 15 | 14 | 13 | 12 | 11 | 10 | 9  | 8  | 7  | 6  | 5  | 4  | 3  | 2  | 1  | 1  | 1  | 1  | 1  |

## Lásd még
- 2001-es indianapolisi 500
- 2001-es CART szezon
- 2001-es Indy Lights szezon